# Allmänna Änke- och Pupillkassan i Sverige
Allmänna Änke- och Pupillkassan i Sverige är ett svenskt livförsäkringsbolag. Bolaget bildades 1740 i samband med att Civilstatens Enke- och Pupillcassa startades. År 1746 bildades Militiestatens Enke- och Pupillcassa. Brist på tillförlitlig försäkringsstatistik och alltför förmånliga villkor gjorde att Civilstatens Enke- och Pupillcassa hamnade i en svår ekonomisk situation. 1783 beslutade man därför att slå ihop Civilstatens och Militiestatens änke- och pupillkassor till Allmänna Änke- och Pupillkassan i Sverige. Kung Gustav III stadfäste det första reglementet den 23 februari 1784, och den drivande kraften vid omorganisationen var överstelöjtnant friherre Johan Gustaf Lagerbjelke.
Upphovsmannen till den första kassan var kommerserådet Anders Lissander. Denne spelade en inte oväsentlig roll i skalden Carl Michael Bellmans tidiga levnadshistoria. Bellmans första förbindelse med kassorna daterar sig till 1761, då han den 10 november anmälde sig som sökande till kamrerartjänsten i Militiekassan, men det fanns flera släktingar Bellman, utöver Carl Michael, som var delägare i kassan såsom Johan Arendt Bellman; skaldens far samt Johan Martin Bellman.
Anders Lissander var Carl Michael Bellmans faderlige vän och beskyddare. Bellman umgicks flitigt i det Lissanderska hemmet och var starkt intresserad av husets unga dotter, Ingrid Margaretha.
Pupill är ett ålderdomligt ord för ett minderårigt föräldralöst barn.

Kung Gustav III stadfäste Allmänna Änke- och Pupillkassans första reglemente år 1784.

## Historik
I början av 1700-talet beviljade konungen i ömmande fall en årlig pension till änkor efter avlidna statstjänstemän. Denna förmån missbrukades dock och år 1739 utfärdade kung Fredrik I i en kungörelse nya hårdare villkor. Familjepensionen blev då mer av en nödhjälp och kungörelsen blev den avgörande händelsen för tillkomsten av det första försäkringsbolaget för efterlevandeskydd. Kommerserådet Anders Lissander samlade ihop delägare bland sina bekanta inom de statliga verken och bildade år 1740 Civilstatens änke- och pupillkassa, som blev Sveriges första livförsäkringsbolag.
Sedan 1968 har kassan sitt kontor i det gamla bankhuset på Munkbron 9 i Stockholm.